# Statue en marbre d'Hercule
 (janvier 2024).
La statue en marbre d'Hercule est une sculpture romaine en marbre du Ier siècle, réalisée entre 69 et 96. Elle est exposée au Metropolitan Museum of Art, dans la galerie d'art gréco-romain.

## Histoire
L'œuvre a été sculptée pendant les premières années de l'Empire, il est possible qu'elle ait fait partie d'un des élégants thermes bâtis à Rome par Néron en l'an 62. Au cours du premier tiers du XVIIe siècle, le marquis Vincenzo Giustiniani a complété sa collection d'antiquités avec cette sculpture, procédant à de nombreuses restaurations afin de la conserver en bon état.
Selon quelques sources, la sculpture a été une copie d'un autre modèle d'Hercule barbu, se trouvant lui aussi dans les bains de l'empereur Néron, près du Panthéon.

## Description
L'œuvre nous montre un Hercule jeune, qui s'appuie sur un tronc. Son bras gauche porte la peau du Lion de Némée comme un trophée. Sa main droite tient un puissant gourdin, qui nous montre sa stupéfiante force, ainsi que sa musculature imposante, souvent mise en valeur dans nombre de statues du héros grec.
Il est possible que la statue soit une copie d'un modèle grec, ce qui est assez typique de la sculpture romaine.

## Liens
- Ressource relative aux beaux-arts :   - Metropolitan Museum of Art